# 小行星6530
小行星6530（6530 Adry）是一颗绕太阳运转的小行星，为主小行星带小行星。该小行星于1994年4月12日发现。

## 轨道参数
小行星6530的轨道半长轴为2.6554407 UA，离心率为0.167。